# ۱۴۷ (میلادی)
۱۴۷ (میلادی) صد و چهل و هفتمین سال تقویم میلادی است.

## درگذشتگان
‎